# ريكوزينتاكا (إيواته)
ريكوزينتاكا (باليابانية: 陸前高田市 ريكوزينتاكا-شي) مدينة في إيواته، اليابان. مساحتها 232.29 كلم²، عدد السكان فيها 23197 نسمة في 2011.
في 12 مارس 2011 تعرضت المدينة إلى ضرر بالغ جراء الزلزال بشدة 8.9 درجة عزم وموجات التسونامي التي تبعت ذلك. حيث أن قسم الشرطة في البلدة أشار إلى أن أي مبنى ذو ارتفاع أقل من ثلاث طوابق قد انجرف بتأثير التسونامي بالكامل مع وجود حوالي 400 حالة وفاة مؤكدة.

## وصلات خارجية
- الموقع الرسمي لمدينة ريكوزينتاكا